# خوان مانويل اليخاندريس
خوان مانويل اليخاندريس رودريغيس (Juan Manuel Alejándrez Rodríguez) (17 مايو 1944 - 6 يناير 2007) كان لاعب كرة قدم مكسيكي. لعب مع المنتخب الوطني المكسيكي ما بين عام 1967 و 1970، بما فيهم كأس العالم الذي تمت إقامته في المكسيك عام 1970.

## وصلات خارجية
خوان مانويل اليخاندريس على موقع الاتحاد الدولي (مؤرشف)  (الإنجليزية)
- خوان مانويل اليخاندريس على موقع قاعدة بيانات كرة القدم.إي يو (الإنجليزية)
- خوان مانويل اليخاندريس على موقع ناشيونال فوتبول تيمز (الإنجليزية)
- خوان مانويل اليخاندريس على موقع عالم كرة القدم.نت (الإنجليزية)
- خوان مانويل اليخاندريس على موقع أوليمبيديا (الإنجليزية)

https://www.national-football-teams.com/player/511/Juan_Manuel_Alejandrez.html